# Edvard Mau
Jens Christian Edvard Theodor Mau (10. oktober 1808 i Odense – 4. august 1885 i København) var en dansk sognepræst, forfatter og politiker.
Mau var søn af apoteker Carl Heinrich Mau og Juliane Marie og født i Odense, fra hvilken bys skole han blev student 1827. Han tog teologisk embedseksamen 1831. Herefter blev han huslærer hos grev Andreas Erik Henrik Ernst Bernstorff-Gyldensteen til Gyldensteen, i hvilken stilling han tilbragte vinteren 1832-33 på Wotersen i Lauenburg. Derefter privatiserede han et år, først på Fyn, siden i Grejs Præstegård ved Vejle. Begge steder havde han lejlighed til at lære de gudelige forsamlinger, der da holdtes så rigelig, at kende, han deltog selv i dem og blev snart selvskreven som ordfører ved dem. Det er formodentlig derved, han er blevet bekendt med grev Frederik Adolph Holstein på Holsteinborg, efter hvis indstilling han 1834 kaldtes til sognepræst for Hårslev og Ting Jellinge Sogne i Vester Flakkebjerg Herred. Her deltog han i Det vestsjællandske Broderkonvent, der vel hovedsagelig havde en grundtvigiansk farve, men hvoraf dog adskillige præster af andre retninger var medlemmer. Mau sluttede sig aldrig til N.F.S. Grundtvig; han var, siger Vilhelm Birkedal, "halv Pietist, halv ensidig luthersk". 1846 foretog han en rejse til Norge for at lære de kirkelige forhold at kende, og 1848 blev han medstifter og medbestyrer af Det kirkehistoriske Selskab. 1850 forflyttedes han til Skellerup-Ellinge i Vinding Herred på Fyn. Han, der 1849 havde stillet sig til valg til Folketinget, blev nu landstingsmand for Odense og Svendborg Amter 1852-53. I årene 1857-61 var han en virksom deltager i de nordiske kirkemøder i København, Lund og Christiania. 1860 foranledigede han, at der blev holdt et almindeligt missionsmøde i Nyborg. 1863 forflyttedes han til Farum og Værløse. Fra dette embede tog han 1880 sin afsked og flyttede til København, hvor han døde 4. august 1885. 1835 havde han ægtet Adolphine Steensen (1814-1892), datter af kaptajn, godsejer Hans Henrik Otto Steensen. De fik i 1847 sammen datteren Theodora Mau, der blev lærerinde og forfatter. 
Edvard Mau var en utrolig flittig mand. Han foretog hus- og sygebesøg i sit sogn i en udstrækning som få andre præster; men ved siden af havde han ikke blot tid til politisk virksomhed, rejser og møder og til 1870 at foranstalte en indsamling til de franske krigsfanger i Tyskland, men han udfoldede en stor forfattervirksomhed. Han har udgivet flere prædikensamlinger, af hvilke hans Evangelisk-kristelig Postil (1843) udkom i 2 oplag. Desuden skrev han talrige artikler i forskellige tidsskrifter. Han redigerede selv Kristelig Samler (VII-XVII, 1844-54) og Ny kristelig Samler (I-XIII, 1855-67). Den bar sit navn med rette; thi indholdet var for største delen samlet ved en udstrakt læsning i dansk og fremmed litteratur. I det hele taget var Mau en samler af første klasse og af meget forskellige sager. 1845 udgav han Kristelige Betragtninger til hver Dag af Aaret efter F. Arndts "Morgenklänge aus Gottes Wort", der opnåede mange oplag. Det samme gælder om 400 Fortællinger for Skolen og Livet (1847), af hvilke et udtog endog blev oversat til lappisk. Flere af hans skrifter oversattes til svensk. Fremdeles skal nævnes Aandeligt Skatkammer (1868) og Dansk Ordsprogsskat (I-II, 1879), hvor han samlede en meget stor mængde danske ordsprog og tankesprog, større end nogen tidligere; ligesom Peder Syv har han medtaget meget, som ikke i egentlig forstand kan kaldes ordsprog, men bogen har ved sin righoldighed gjort god tjeneste og er endnu af værdi.
Mau blev Ridder af Dannebrog 28. juli 1869, Ridder af Vasaordenen 23. august 1869 og af Æreslegionen 27. januar 1872.
Han er begravet på Farum Kirkegård. Der findes et litografi 1862 fra I.W. Tegner & Kittendorff efter fotografi